# NGC 3303
NGC 3303 je spiralna galaktika u zviježđu Lavu.

## Vanjske poveznice
- (eng.) SEDS: NGC 3303
- (eng.) Revidirani Novi opći katalog
- (eng.) Izvangalaktička baza podataka NASA-e i IPAC-a
- (eng.) Astronomska baza podataka SIMBAD
- (eng.) VizieR